# Diplomáciai képviselet

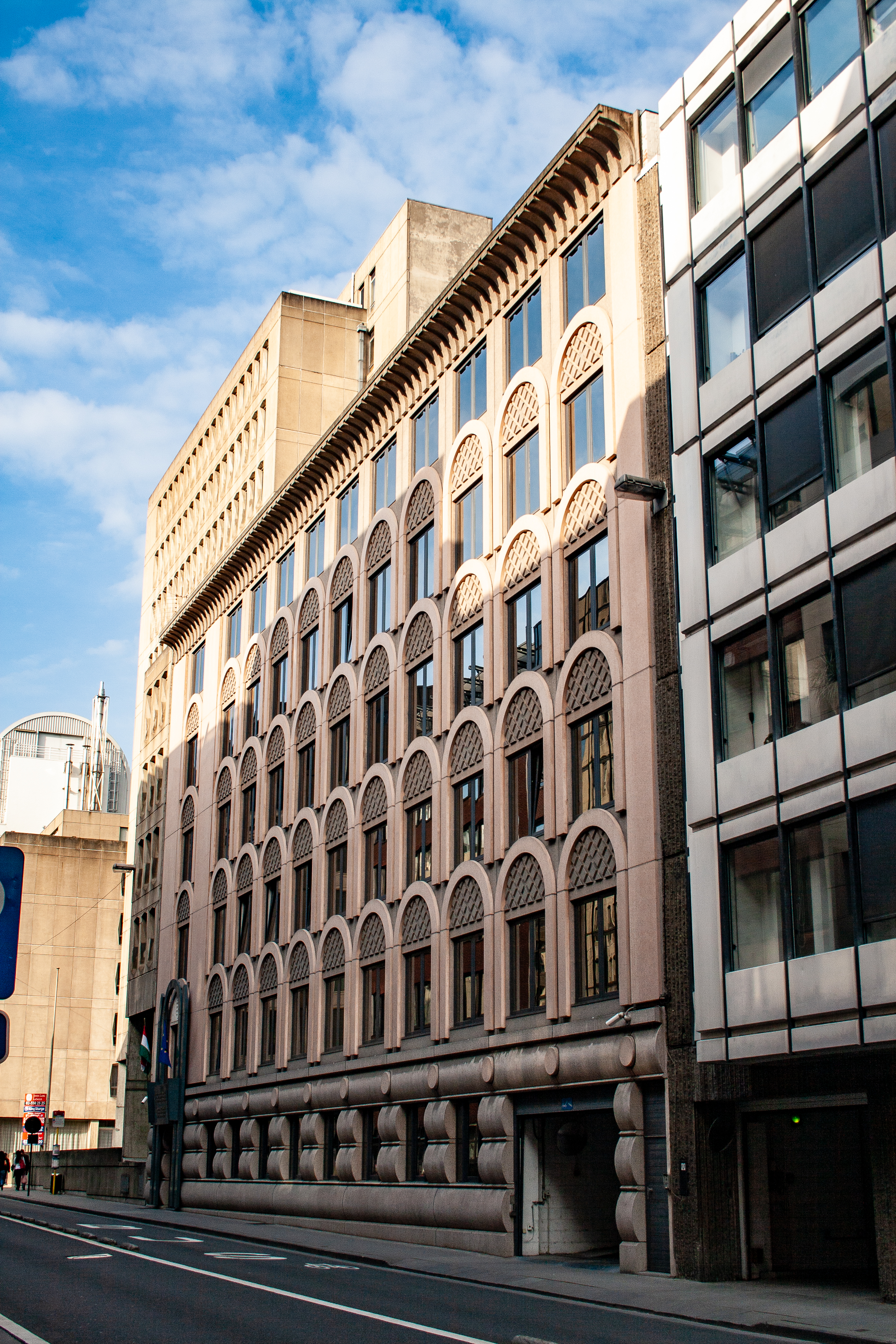
Magyarország Állandó Képviselete az EU mellett

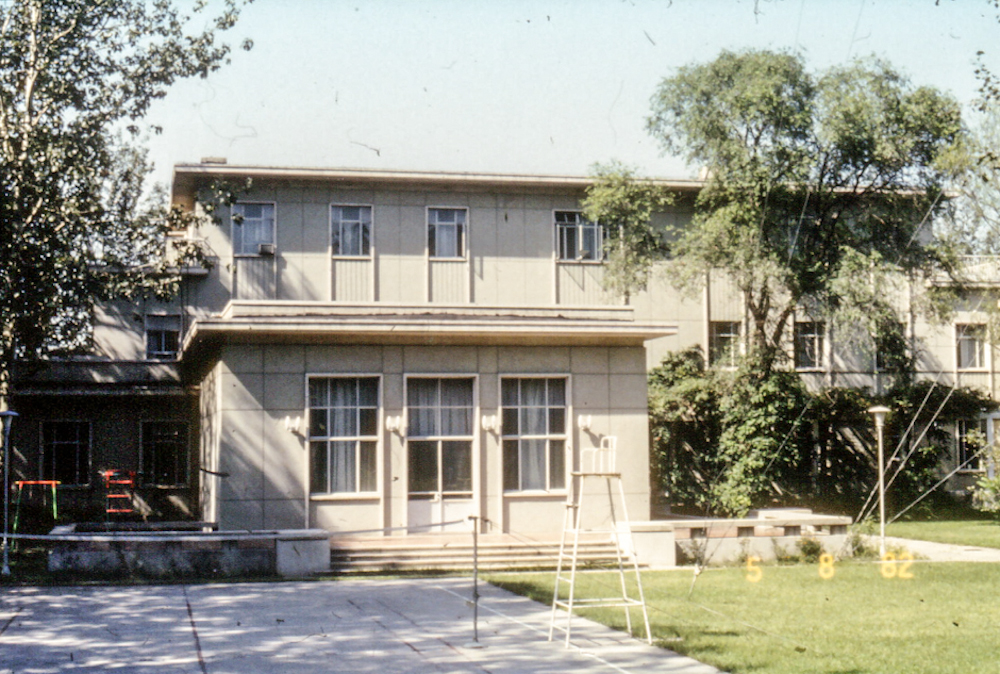
Magyarország pekingi nagykövetségének részlete, 1983

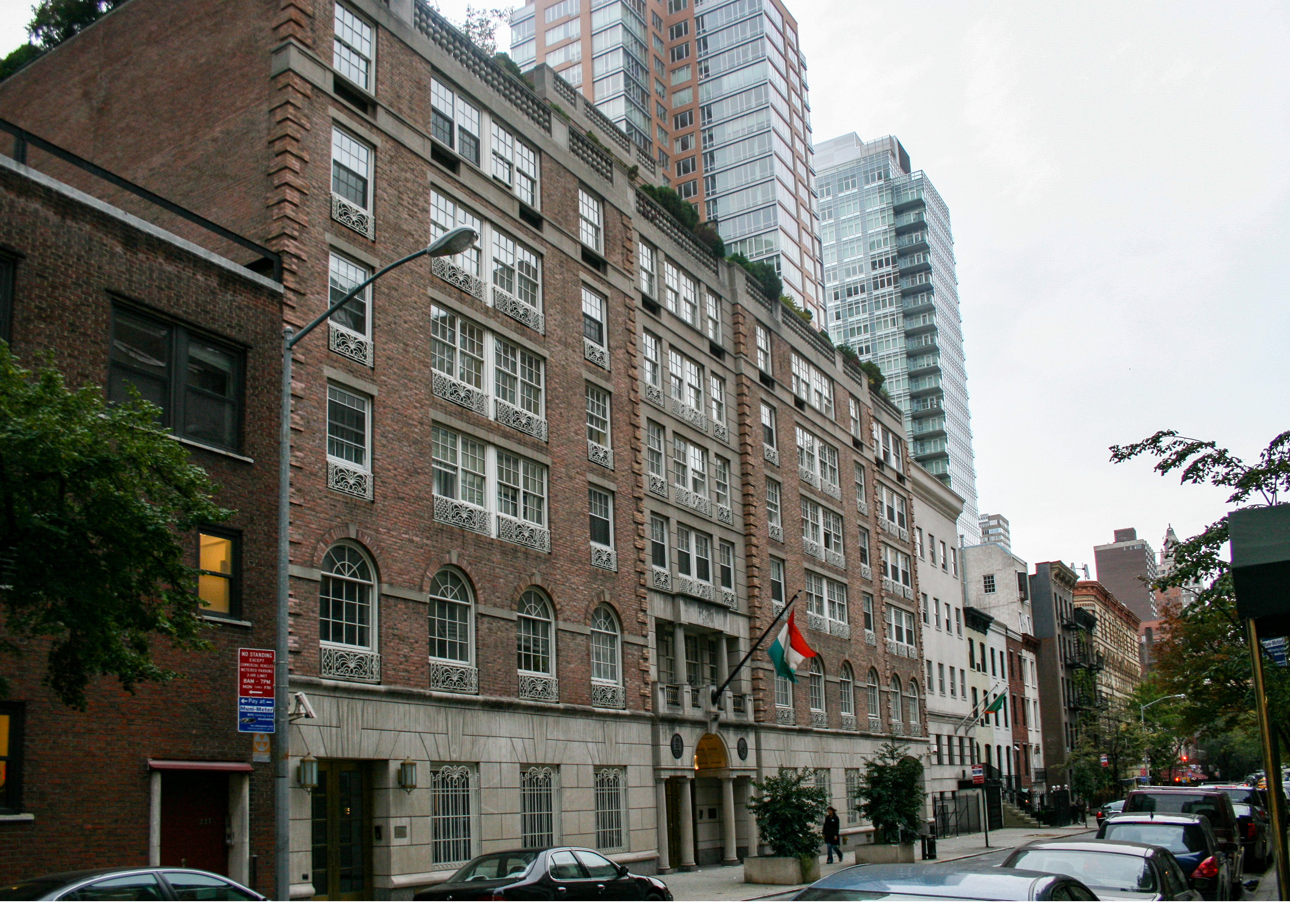
Magyarország New York-i ENSZ Állandó Képviseletének és Főkonzulátusának közös épülete

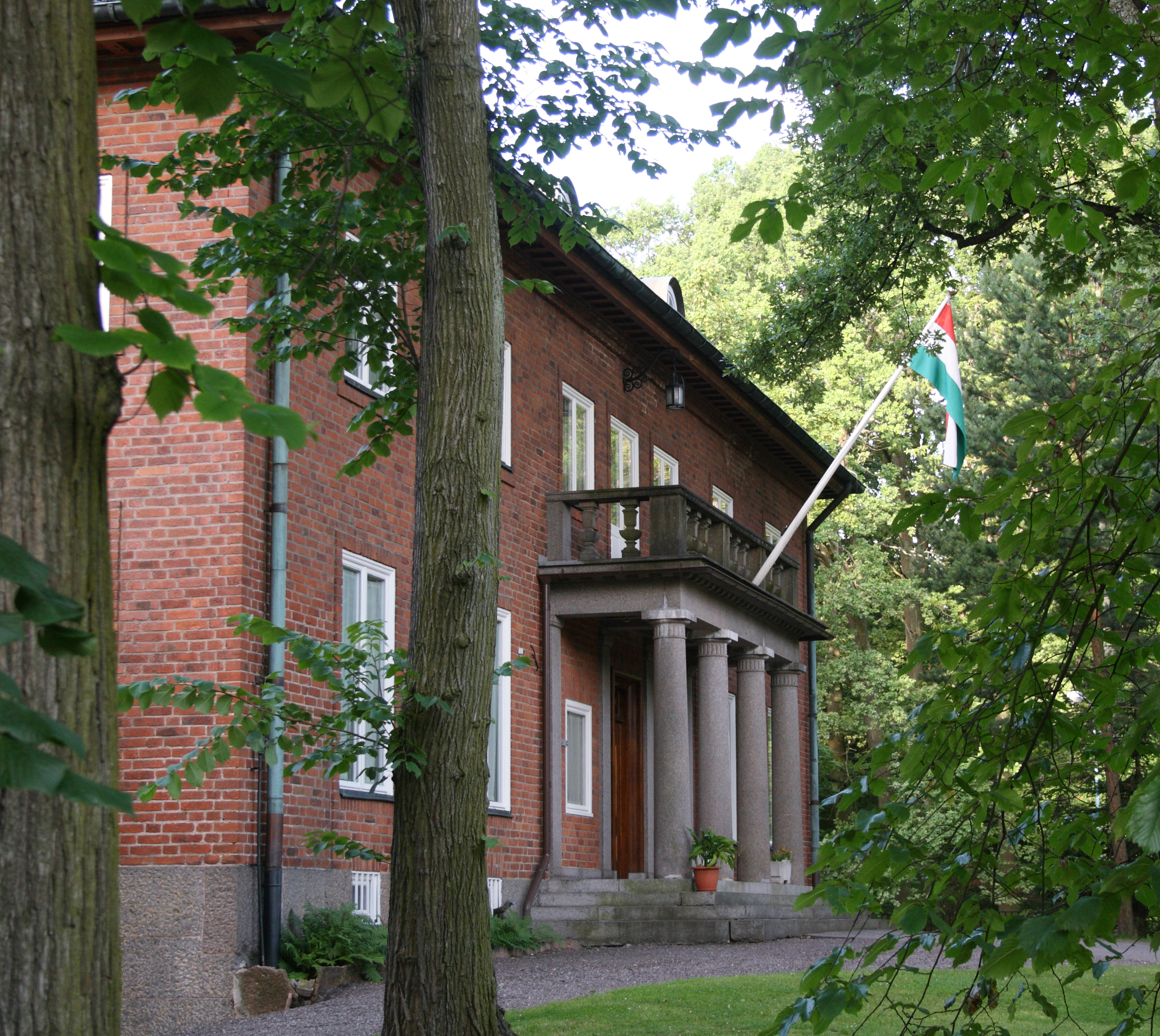
Magyarország stockholmi nagykövetsége

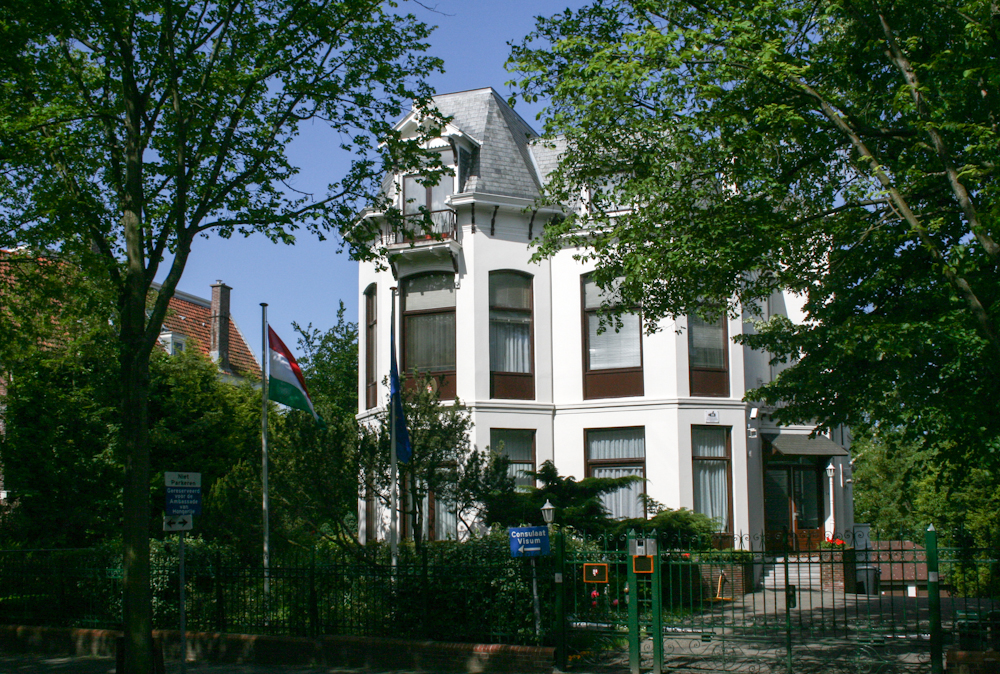
Magyarorsság hágai nagykövetsége

A diplomáciai képviselet az államok közötti kapcsolatokban az egyik államot képviselő intézmény egy másik államban vagy egy nemzetközi szervezet központjában. A képviselet létszáma egyetlen főtől akár többszáz főig terjedhet.

## Feladatai
Az 1961. évi bécsi diplomáciai szerződés alapján a diplomáciai képviselet feladatai a következők:
- képviseli a küldő államot a fogadó államban (közkeletű nemzetközi jogi latin nyelvű kifejezéssel representatio)
- védelmezi a fogadó államban a küldő állam, valamint a küldő állam polgárainak érdekeit a nemzetközi jog által megengedett keretekben (protectio)
- tárgyal a fogadó állam kormányával (negotiatio)
- tájékozódik minden megengedett módon a fogadó államban levő viszonyokról és fejleményekről, és ezekről jelentést tesz a küldő állam kormányának (informatio)
- előmozdítja a baráti kapcsolatokat a küldő és a fogadó állam között, és fejleszti a gazdasági, kulturális és tudományos kapcsolatokat (promotio).

A diplomáciai képviselet a hivatalos államközi ügyeket a fogadó állam külügyminisztériumán keresztül köteles végezni, de a napi folyó ügyeket intézheti – a fogadó állam által megszabott kereteken belül – közvetlenül is a témában illetékes szervezetekkel.

## Mentességek és kiváltságok
A diplomáciai mentességek és kiváltságok jegyében a képviselet helyiségei sérthetetlenek, berendezése és vagyontárgyai, közlekedési eszközei mentesek a foglalás, végrehajtás, igénybevétel vagy kutatás alól. A külképviselet mentes minden adó és illeték alól. A képviselet a fogadó ország kifejezett engedélye nélkül nem létesíthet részleget a székhelyén kívül.

### Területenkívüliség
A diplomaták különleges jogi helyzetét a korábbi, a bécsi egyezmény előtti felfogás a „területenkívüliség” fogalmával jelölte meg, mintha a diplomáciai képviselet épülete és a diplomata nem lennének a fogadó állam területén. A mentességek és kiváltságok korszerű felfogása eltekint a területenkívüliség fikciójától, és abból indul ki, hogy előbbiekre a diplomata feladatának ellátásához van szükség.

## Fajtái
A diplomáciai képviseletek fajtái a következők lehetnek:
| Típus                | Funkció |
| -------------------- | --- |
| Nagykövetség         | Általában a fogadó állam fővárosában elhelyezkedő, teljes körű diplomáciai és konzuli tevékenységet végző hivatal. |
| Állandó képviselet   | A fontos nemzetközi szervezetekhez akkreditált, a nagykövetséggel egyenrangú diplomáciai képviselet |
| Főkonzulátus         | Általában a fogadó állam egyik nagyvárosában működő konzuli képviselet. A főkonzulátus teljes körű konzuli szolgáltatást nyújt.                                                                                               |
| Konzulátus           | Alacsonyabb rangú konzuli képviselet a fogadó országban. |
| Követség             | A nagykövetségnél alacsonyabb rangú diplomáciai képviselet, vezetője a követ volt. Sokáig ez volt a diplomáciai képviseletek alapesete, de a 20. század második felében a legtöbb ország áttért a nagykövetségek rendszerére. |
| Tiszteletbeli konzul | A tiszteletbeli konzul a fogadó ország állampolgára és csak erősen korlátozott keretek között képviselheti a küldő államot.                                                                                                   |

## Fordítás
- Ez a szócikk részben vagy egészben  a   Diplomatic mission című angol Wikipédia-szócikk ezen változatának fordításán alapul.  Az eredeti cikk szerkesztőit annak laptörténete sorolja fel. Ez a jelzés csupán a megfogalmazás eredetét és a szerzői jogokat jelzi, nem szolgál a cikkben szereplő információk forrásmegjelöléseként.